# Dumitru Ionaș
Dumitru Ionaș (* 3. September 1931 in Moreni, Kreis Dâmbovița) ist ein ehemaliger rumänischer Politiker der Rumänischen Kommunistischen Partei PCR (Partidul Comunist Român) und Diplomat, der unter anderem 1989 Botschafter in Äthiopien war.

## Leben
Dumitru Ionaș begann 1946 eine Berufsausbildung zum Dreher in mechanischen Betrieben in seinem Geburtsort Moreni sowie später in Ploiești und besuchte die Abendschule für Lehrlinge in Ploiești, an der er sich auch als Organisationssekretär der kommunistischen Jugendorganisation UTCdR (Uniunea Tineretului Comunist din Romania) engagierte. Nach Abschluss seiner Ausbildung wurde er 1949 Dreher in dem Erdölunternehmen „Muntenia“ in Moreni und war dort auch Sekretär des Komitees der nunmehrigen Union der Arbeiterjugend UTM (Uniunea Tineretului Muncitor). 1952 begann er ein Studium an der Fakultät für Erdöltechnik am Bukarester Öl- und Gasinstitut (Institutul de Petrol si Gaze), welches er 1954 ohne Abschluss abbrach. Während dieser Zeit wurde er im Juli 1953 Mitglied der Rumänischen Arbeiterpartei PMR (Partidul Muncitoresc Român) und wurde 1954 erst Techniker sowie daraufhin Serviceleiter eines öffentlichen Betriebes in Moreni und arbeitete danach zwischen 1956 und 1958 als Schlossertechnologe und Präsident des Gewerkschaftskomitees des Extraktionsbetriebes in Târgoviște. Nachdem er von 1958 bis 1960 einen Journalismus-Lehrgang an der Parteihochschule „Ștefan Gheorghiu“ sowie zugleich einen Fernlehrgang an der Meisterschule besucht hatte, wurde er 1960 erst Instrukteur der Abteilung Propaganda und Agitation des Parteikomitees der Region Ploiești sowie 1965 Leiter der Abteilung Politische Arbeit und Massenkultur des Parteikomitees im Kreis Prahova. 1967 begann er daneben ein Studium an der Wirtschaftsfakultät der Akademie für Sozial- und Politikwissenschaften „Ștefan Gheorghiu“ und wurde am 31. August 1971 Leiter der Abteilung Propaganda sowie Mitglied des Büros des Parteikomitees im Kreis Prahova. Im Januar 1973 wurde er Sekretär für Propaganda des Parteikomitees im Kreis Prahova und erwarb 1977 einen Doktortitel an der Akademie für Sozial- und Politikwissenschaften „Ștefan Gheorghiu“.
Auf dem Dreizehnten Parteitag der PCR (19. bis 22. November 1984) wurde Ionaș Mitglied des Zentralkomitees (ZK) der PCR und gehörte diesem Gremium bis zum Vierzehnten Parteitag der PCR (20. bis 24. November 1989) an. Er fungierte zwischen November 1984 und dem 14. April 1986 als Sekretär für Organisation des Parteikomitees im Kreis Vâlcea sowie im Anschluss vom 14. April 1986 bis zum 3. Februar 1989 als Vizepräsident des Zentralrates des Allgemeinen Gewerkschaftsbundes UGSR (Uniunea Generală a Sindicatelor din România) und wurde zudem am 30. Oktober 1987 Vizepräsident des Exekutivbüros des Rates für Kultur und sozialistische Bildung. Zuletzt wurde er als Nachfolger von Barbu Popescu am 3. Februar 1989 außerordentlicher und bevollmächtigter Botschafter in Äthiopien und verblieb auf diesem diplomatischen Posten in Addis Abeba bis zum Zusammenbruch des Kommunismus im Zuge der Rumänischen Revolution am 22. Dezember 1989. Er war ferner Mitglied des Nationalen Rates des werktätigen Volkes sowie des Organisationsrates für Wirtschaft und Soziales. Für seine Verdienste erhielt er den Orden der Arbeit Dritter Klasse (Ordinul Muncii) und den Orden 23. August Dritter Klasse (Ordinul 23. August).